# Стрільба з лука на Європейських іграх 2023
Змагання зі стрільби з лука на Європейських іграх 2023 року пройшли у місті Краків з 23 по 29 червня 2023 року .

## Медальний залік
*   Країна-господарка ( Польща)
| Місце               | Країна                | Золото | Срібло | Бронза | Загалом |
| ------------------- | --------------------- | ------ | ------ | ------ | ------- |
| 1                   | Італія (ITA)          | 2      | 1      | 3      | 6       |
| 2                   | Велика Британія (GBR) | 2      | 1      | 0      | 3       |
| 3                   | Іспанія (ESP)         | 1      | 3      | 1      | 5       |
| 4                   | Німеччина (GER)       | 1      | 0      | 1      | 2       |
| 5                   | Словаччина (SVK)      | 1      | 0      | 0      | 1       |
| 5                   | Естонія (EST)         | 1      | 0      | 0      | 1       |
| 7                   | Данія (DEN)           | 0      | 1      | 0      | 1       |
| 7                   | Україна (UKR)         | 0      | 1      | 0      | 1       |
| 7                   | Франція (FRA)         | 0      | 1      | 0      | 1       |
| 10                  | Туреччина (TUR)       | 0      | 0      | 2      | 2       |
| 11                  | Швейцарія (SUI)       | 0      | 0      | 1      | 1       |
| Загалом (11 збірна) | Загалом (11 збірна)   | 8      | 8      | 8      | 24      |

## Медалісти

### Класичний лук
| Дисципліна                        | Золото                                                  | Срібло                                              | Бронза                                               |
| --------------------------------- | ------------------------------------------------------- | --------------------------------------------------- | ---------------------------------------------------- |
| Індивідуальна першість (чоловіки) | Флоріан Каллунд Німеччина                               | Мігель Альваріно Іспанія                            | Пабло Ача Іспанія                                    |
| Командна першість (чоловіки)      | Італія Федеріко Мусолесі Мауро Несполі Алессандро Паолі | Іспанія Пабло Ача Мігель Альваріно Андреас Теміньйо | Швейцарія Кезях Чабен Флоріан Фабер Томас Руфер      |
| Індивідуальна першість (жінки)    | Пенні Хелі Велика Британія                              | Елія Канальєс Іспанія                               | К'яра Ребальяті Італія                               |
| Командна першість (жінки)         | Велика Британія Пенні Хелі Брайоні Пітман Яспріт Саго   | Франція Одрі Адічеом Ліза Барбелен Каролін Лопес    | Італія Тетяна Андреолі Лучілла Боарі К'яра Ребальяті |
| Першість змішаних команд          | Іспанія Мігель Альваріно Елія Канальєс                  | Україна Іван Кожокарь Анастасія Павлова             | Німеччина Флоріан Каллунд Мішелль Кроппен            |

### Блочний лук
| Дисципліна                        | Золото                           | Срібло                                 | Бронза                         |
| --------------------------------- | -------------------------------- | -------------------------------------- | ------------------------------ |
| Індивідуальна першість (чоловіки) | Йожеф Божанський Словаччина      | Марко Бруно Італія                     | Емірджан Хейні Туреччина       |
| Індивідуальна першість (жінки)    | Еліза Ронер Італія               | Елла Гібсон Велика Британія            | Хазаль Бурун Італія            |
| Першість змішаних команд          | Естонія Робін Яятма Ліселл Яятма | Данія Матіяс Фуллертон Таня Геллентієн | Італія Марко Бруно Еліза Ронер |